# GHS予防報告
GHS予防報告（GHSよぼうほうこく、英: GHS precautionary statements）は、化学品の分類と表示に関する世界調和システム(GHS)の一部を形成する、異なる言語に翻訳することができる化学物質や混合物の正しい取り扱いについての助言を与える標準化されたフレーズの集合を形成することを目的としている注意書きのことである。
互換性があり、広く知られているセーフティフレーズと同じ目的をもっている。 
GHSの下での容器のラベル付けのための重要な要素の1つであり、次のものと一緒に使用される：
- 製品の識別。
- 1つ以上の危険絵文字 （ 必要な場合 ）
- 注意 喚起語　及び危険または警告 （必要な場合）
- 製品がもたらすリスクの性質と程度を示す危険性報告
- サプライヤー（製造業者または輸入業者の可能性がある）のID

各予防報告は、文字Pから始まり、その後に3桁の数字が続くコードとして指定される。関連する危険に対応する報告はコード番号でグループ化されているため、番号は連続していない。このコードは、たとえば翻訳を支援するために参照目的で使用されるが、ラベルや安全データシートに表示されている実際の言い回しである。いくつかの予防的な文言は、プラス記号"+"で示される組み合わせとして表現されている。いくつかのケースでは、「ほこり/煙/ガス/霧/蒸気/スプレーを吸い込むのを避ける」などの文言の選択肢がある。その場合、製造者または規制当局は、関係する製品に適した文言を選択する必要がある。3つの句点「．．．」がある時、これらは全ての適用条件がそろっているわけではないことを示す。例えば、P241「防爆型の電気機器/換気装置/照明機器/…機器を使用すること」の「．．．」は他の機器が特定される必要があるかもしれないことを示している。このような場合、製造者や供給者は選択するか、あるいは所管官庁は最も適当な文言を規定してもよい。注意書き中のいくつかの文には四角括弧【…】があるが、これは括弧の中の文言は全ての場合に当てはまるわけではなく、ある条件のときのみ使用されるべきものである。

## 一般的な注意事項
| コード | 概要                                                           |
| ------ | -------------------------------------------------------------- |
| P101   | 医学的な助言が必要な時には、製品容器やラベルを持っていくこと。 |
| P102   | 子供の手の届かないところに置くこと。                           |
| P103   | 全ての指示をよく読み、従うこと。                               |

## 予防における注意事項
| コード    | 概要 |
| --------- | --- |
| P201      | 使用前に取扱説明書を入手すること。                                                                             |
| P202      | 全ての安全注意を読み理解するまで取り扱わないこと。                                                             |
| P210      | 熱/火花/裸火/高温のもののような着火源から遠ざけること。禁煙。[IV ATPによって変更された]                        |
| P211      | 裸火または他の着火源に噴霧しないこと。                                                                         |
| P212      | 密閉状態での加熱または鈍性化剤の減少を避けること (改訂7版で追加）。                                            |
| P220      | 衣類および可燃物から遠ざけること [IV ATPによって変更されたように]。                                            |
| P221      | 可燃物と混合を回避するために予防策をとること（改訂7版で削除）。                                                |
| P222      | 空気に接触させないこと。                                                                                       |
| P223      | 水と接触させないこと [IV ATPによって変更されたように]（改訂7版で変更）。                                       |
| P230      | ．．．にて湿らせておくこと。                                                                                   |
| P231      | 不活性ガス/…で取扱い、保管すること（改訂7版で変更）。                                                          |
| P232      | 湿気を遮断すること。                                                                                           |
| P233      | 容器を密閉しておくこと。                                                                                       |
| P234      | 他の容器に移し替えないこと。                                                                                   |
| P235      | 涼しいところに置くこと。                                                                                       |
| P240      | 容器を接地しアースをとること（改訂7版で変更）。                                                                |
| P241      | 防爆型の【電気機器/換気装置/照明機器 /….】を使用すること。（改訂7版で変更）                                    |
| P242      | 火花を発生させない工具を使用すること。                                                                         |
| P243      | 静電気放電に対する予防措置を講ずること。                                                                       |
| P244      | バルブや付属品にはグリースおよび油を使用しないこと [IV ATPによって変更されたように]。                          |
| P250      | 粉砕/衝撃/摩擦/…のような取り扱いをしないこと。                                                                 |
| P251      | 使用後を含め、穴を開けたり燃やしたりしないこと [IV ATPによって変更されたように]（改訂7版で更に変更）。         |
| P260      | 粉じん/煙/ガス/ミスト/蒸気/スプレーを吸入しないこと。                                                          |
| P261      | 粉じん/煙/ガス/ミスト/蒸気/スプレーの吸入を避けること [IV ATPによって変更されたように]。                       |
| P262      | 眼、皮膚、衣類につけないこと。                                                                                 |
| P263      | 妊娠中および授乳期中は接触を避けること（改訂7版で変更）。                                                      |
| P264      | 取扱後は．．．よく洗うこと。                                                                                   |
| P270      | この製品を使用する時に、飲食または喫煙をしないこと。                                                           |
| P271      | 屋外または換気の良い場所でのみ使用すること。                                                                   |
| P272      | 汚染された作業衣は作業場から出さないこと。                                                                     |
| P273      | 環境への放出を避けること。                                                                                     |
| P280      | 保護手袋/保護衣/保護眼鏡/保護面/聴覚保護具/…を着用すること [IV ATPによって変更されたように]（改訂7版で変更）。 |
| P281      | 指定された個人用保護具を使用すること [IV ATPで削除]。                                                          |
| P282      | 耐寒手袋および保護面または保護眼鏡を着用すること（改訂7版で変更）。                                            |
| P283      | 防火服または防炎服を着用すること（改訂7版で変更）。                                                            |
| P284      | [換気が不十分な場合は]呼吸用保護具を着用すること [IV ATPによって変更されたように]。                            |
| P285      | 換気が十分でない場合には、呼吸用保護具を着用すること [IV ATPで削除]。                                          |
| P231+P232 | 湿気を遮断し、不活性ガス/…下で取り扱い保管すること（改訂7版で変更）。                                          |
| P235+P410 | 涼しいところに置き、日光を避けること（改訂7版で削除）。                                                        |

## 対応に関する注意事項
| コード               | 概要 |
| -------------------- | --- |
| P301                 | 飲み込んだ場合： |
| P302                 | 皮膚に付着した場合： |
| P303                 | 皮膚(または髪)に付着した場合： |
| P304                 | 吸入した場合： |
| P305                 | 眼に入った場合： |
| P306                 | 衣類にかかったっ場合： |
| P307                 | [IV ATPで削除](暴露した場合：) |
| P308                 | 暴露または暴露の懸念がある場合： |
| P309                 | [IV ATPで削除](暴露したとき、または気分が悪い時： ) |
| P310                 | 直ちに医師/…に連絡すること [IV ATPによって変更されたように]。 |
| P311                 | 医師/…に連絡すること [IV ATPによって変更されたように]。 |
| P312                 | 気分が悪い時は医師/…に連絡すること [IV ATPによって変更されたように]。                                                                                              |
| P313                 | 医師の診断/手当を受けること。 |
| P314                 | 気分が悪い時は、医師の診断/手当を受けること。 |
| P315                 | 直ちに医師に診断/手当を受けること。 |
| P320                 | 特別な治療が緊急に必要である（このラベルの．．．を見よ）。 |
| P321                 | 特別な処置が必要である（このラベルの．．．を見よ）。 |
| P322                 | 特別な処置が必要である（このラベルの．．．を見よ）[IV ATPで削除]。                                                                                                 |
| P330                 | 口をすすぐこと。 |
| P331                 | 無理に吐かせないこと。 |
| P332                 | 皮膚刺激が生じた場合： |
| P333                 | 皮膚刺激または発疹が生じた場合： |
| P334                 | 冷たい水に浸すこと【または湿った包帯で覆うこと】（改訂7版で変更）。                                                                                                |
| P335                 | 固着していない粒子を皮膚から払いのけること。 |
| P336                 | 凍った部分をぬるま湯でとかすこと。受傷部はこすらないこと。 |
| P337                 | 眼の刺激が続く場合： |
| P338                 | コンタクトレンズを着用していて容易に外せる場合は外すこと。その後も洗浄を続けること。                                                                               |
| P340                 | 空気の新鮮な場所に移し、呼吸しやすい姿勢で休息させること。 |
| P341                 | 呼吸が困難な場合には、空気の新鮮な場所に移し、呼吸しやすい姿勢で休息させること [IV ATPで削除]。                                                                    |
| P342                 | 呼吸に関する症状が出た場合： |
| P350                 | 多量の水と石鹸で優しく洗うこと[IV ATPで削除]。 |
| P351                 | 水で数分間注意深く洗うこと。 |
| P352                 | 多量の水/…で洗うこと [IV ATPによって変更されたように]（改訂7版で変更）。                                                                                           |
| P353                 | 皮膚を水【またはシャワー】で洗うこと（改訂7版で変更）。 |
| P360                 | 服を脱ぐ前に、直ちに汚染された衣類及び皮膚を多量の水で洗うこと。                                                                                                   |
| P361                 | 汚染された衣類を直ちに脱ぐこと [IV ATPによって変更されたように]。                                                                                                  |
| P362                 | 汚染された衣類を脱ぐこと [IV ATPによって変更されたように]。 |
| P363                 | 汚染された衣類を再使用す場合には洗濯をすること [IV ATPによって変更されたように]。                                                                                  |
| P364                 | 再使用する場合には洗濯をすること [IV ATPによって追加]。 |
| P370                 | 火災の場合： |
| P371                 | 大火災の場合で大量にある場合： |
| P372                 | 爆発する危険性あり（改訂7版で変更）。 |
| P373                 | 炎が爆発物に届いたら消火活動をしないこと。 |
| P374                 | 安全に距離をとって通常の予防措置を用いて消火活動を行うこと（改訂7版で削除）。                                                                                      |
| P375                 | 爆発の危険性があるため、離れた距離から消火すること。 |
| P376                 | 安全に対処できるならば漏洩を止めること。 |
| P377                 | 漏洩ガス火災の場合：漏えいが安全に停止されない限り消火しないこと。                                                                                                 |
| P378                 | 消火するために…を使用すること。 |
| P380                 | 区域より退避させること。 |
| P381                 | 漏えいした場合、着火源を除去すること。 |
| P390                 | 物的被害を防止するためにも流出したものを吸収すること（改訂7版で追加）。                                                                                            |
| P391                 | 漏出物を回収すること。 |
| P301+310             | 飲み込んだ場合：直ちに医師/…に連絡すること [IV ATPによって変更されたように]（改訂7版で変更）。                                                                     |
| P301+312             | 飲み込んだ場合：気分が悪い時は医師/…に連絡すること [IV ATPによって変更されたように]（改訂7版で変更）。                                                             |
| P301+310+331         | 飲み込んだ場合：口をすすぐこと。無理に吐かせないこと。 |
| P302+334             | 皮膚に付着した場合：冷たい水に浸すこと【または湿った包帯で覆うこと】（改訂7版で変更）。                                                                            |
| P302+350             | [IV ATPで削除] |
| P302+352             | 皮膚に付着した場合：多量の水/…で洗うこと [IV ATPによって変更されたように]（改訂7版で更に変更）。                                                                   |
| P302+335+334         | 皮膚についた場合：固着していない粒子を皮膚から払いのけ、冷たい水に浸すこと【または湿った包帯で覆うこと】（改訂7版で追加）。                                        |
| P301+361+353         | 皮膚（または髪）に付着した場合：直ちに汚染された衣類をすべて脱ぐこと。皮膚を水【またはシャワー】で洗うこと [IV ATPによって変更されたように]（改訂7版で更に変更）。 |
| P304+312             | 吸入した場合：気分が悪い時は、医師/…に連絡すること [IV ATPによって変更されたように]。                                                                              |
| P304+340             | 吸入した場合：空気の新鮮な場所に移し、呼吸しやすい姿勢で休息させること。                                                                                           |
| P304+341             | [IV ATPで削除] |
| P305+351+338         | 眼に入った場合：水で数分間注意深く洗うこと。次にコンタクトレンズを着用していて容易に外せる場合は外すこと。その後も洗浄を続けること。                               |
| P306+360             | 衣類にかかった場合：服を脱ぐ前に、直ちに汚染された衣類及び皮膚を多量の水で洗うこと。                                                                               |
| P307+311             | [IV ATPで削除] |
| P308+311             | ばく露またはばく露の懸念がある場合：医師/…に連絡すること [IV ATPによって変更されたように]。                                                                        |
| P308+313             | ばく露またはばく露の懸念がある場合：医師の診察/手当を受けること。                                                                                                  |
| P309+311             | [IV ATPで削除] |
| P332+313             | 皮膚刺激が生じた場合：医師の診察/手当を受けること。 |
| P333+313             | 皮膚刺激または発疹が生じた場合：医師の診察/手当を受けること。 |
| P335+334             | 皮膚の遊離した粒子を払いのけ、冷水に浸す/濡れた包帯に包むこと（改訂7版で削除）。                                                                                   |
| P336+315             | 凍った部分をぬるま湯でとかすこと。受傷部はこすらないこと。直ちに医師の診察/手当を受けること（改訂7版で追加）。                                                     |
| P337+313             | 眼の刺激が続く場合:医師の診察/手当を受けること。 |
| P342+311             | 呼吸に関する症状が出た場合：医師/…に連絡すること [IV ATPによって変更されたように]。                                                                                |
| P361+364             | 汚染された衣類を直ちにすべて脱ぎ、再使用する場合には洗濯をすること [IV ATPによって追加]。                                                                          |
| P362+364             | 汚染された衣類を脱ぎ、再使用する場合には洗濯をすること [IV ATPによって追加]。                                                                                      |
| P370+376             | 火災の場合：安全に対処できるならば漏洩を止めること。 |
| P370+378             | 火災の場合:...を使用して、消火すること。 |
| P370+380             | 火災の場合：消火するために…を使用すること。 |
| P370+380+375         | 火災の場合：区域より退避させ、爆発の危険性があるため、離れた距離から消火すること。                                                                                 |
| P370+372+380+373     | 火災の場合：爆発する危険性あり。区域より退避させること。炎が爆発物に届いたら消火活動をしないこと（改訂7版で追加）。                                                |
| P370+380+375【+378】 | 火災の場合：区域より退避させ、爆発の危険性があるため、離れた距離から消火すること【消火するために…を使用すること。】（改訂7版で追加）。                             |
| P371+380+375         | 大火災の場合で大量にある場合：区域より退避させ、爆発の危険性があるため、離れた距離から消火すること。                                                               |

## 保管上の注意事項
| コード   | 概要                                                                       |
| -------- | -------------------------------------------------------------------------- |
| P401     | …にしたがって保管すること（改訂7版で変更）。                               |
| P402     | 乾燥した場所に保管すること。                                               |
| P403     | 換気の良い場所で保管すること。                                             |
| P404     | 密閉容器に保管すること。                                                   |
| P405     | 施錠して保管すること。                                                     |
| P406     | 耐腐食性／耐腐食性内張りのある．．．容器に保管すること。                   |
| P407     | 積荷またはパレット間に隙間をあけること（改訂7版で変更）。                  |
| P410     | 日光から遮断すること。                                                     |
| P411     | ．．．℃以下の温度で保管すること。                                          |
| P412     | 50℃以上の温度に暴露しないこと。                                            |
| P413     | ．．．kg以上の大量品は、．．．℃以下の温度で保管すること。                  |
| P420     | 隔離して保管すること（改訂7版で変更）。                                    |
| P422     | 内容物を．．．中で保管すること（改訂7版で削除）。                          |
| P402+404 | 乾燥した場所または密閉容器に保管すること。                                 |
| P403+233 | 換気の良い場所で保管すること。容器を密閉しておくこと。                     |
| P403+235 | 換気の良い場所で保管すること。涼しいところに置くこと 。                    |
| P410+403 | 日光から遮断し、換気の良い場所で保管すること。                             |
| P410+412 | 日光から遮断し、50℃以上の温度に暴露しないこと。                            |
| P411+235 | ．．．℃以下の温度で保管すること。涼しいところに置くこと（改訂7版で削除）。 |

## 廃棄上の注意
| コード | 概要                                                                           |
| ------ | ------------------------------------------------------------------------------ |
| P501   | 内容物/容器を…に廃棄すること。                                                 |
| P502   | 回収またはリサイクルに関する情報について製造者または供給者に問い合わせること。 |
| P503   | 廃棄/回収/リサイクルに関する情報について製造者/供給者/…に問い合わせること。    |